# Nicanor de Carvalho
Nicanor de Carvalho (sinh ngày 9 tháng 2 năm 1947) là một huấn luyện viên và cựu cầu thủ bóng đá người Brasil.

## Sự nghiệp Huấn luyện viên
Nicanor de Carvalho đã dẫn dắt Corinthians, Atlético Paranaense, Coritiba, Santos, Bellmare Hiratsuka, Kashiwa Reysol, Verdy Kawasaki và Botafogo.